# Тре Кантони (Алесандрија)
Тре Кантони је насеље у Италији у округу Алесандрија, региону Пијемонт.
Према процени из 2011. у насељу је живело 13 становника. Насеље се налази на надморској висини од 75 м.